# Cyklistická trasa 401

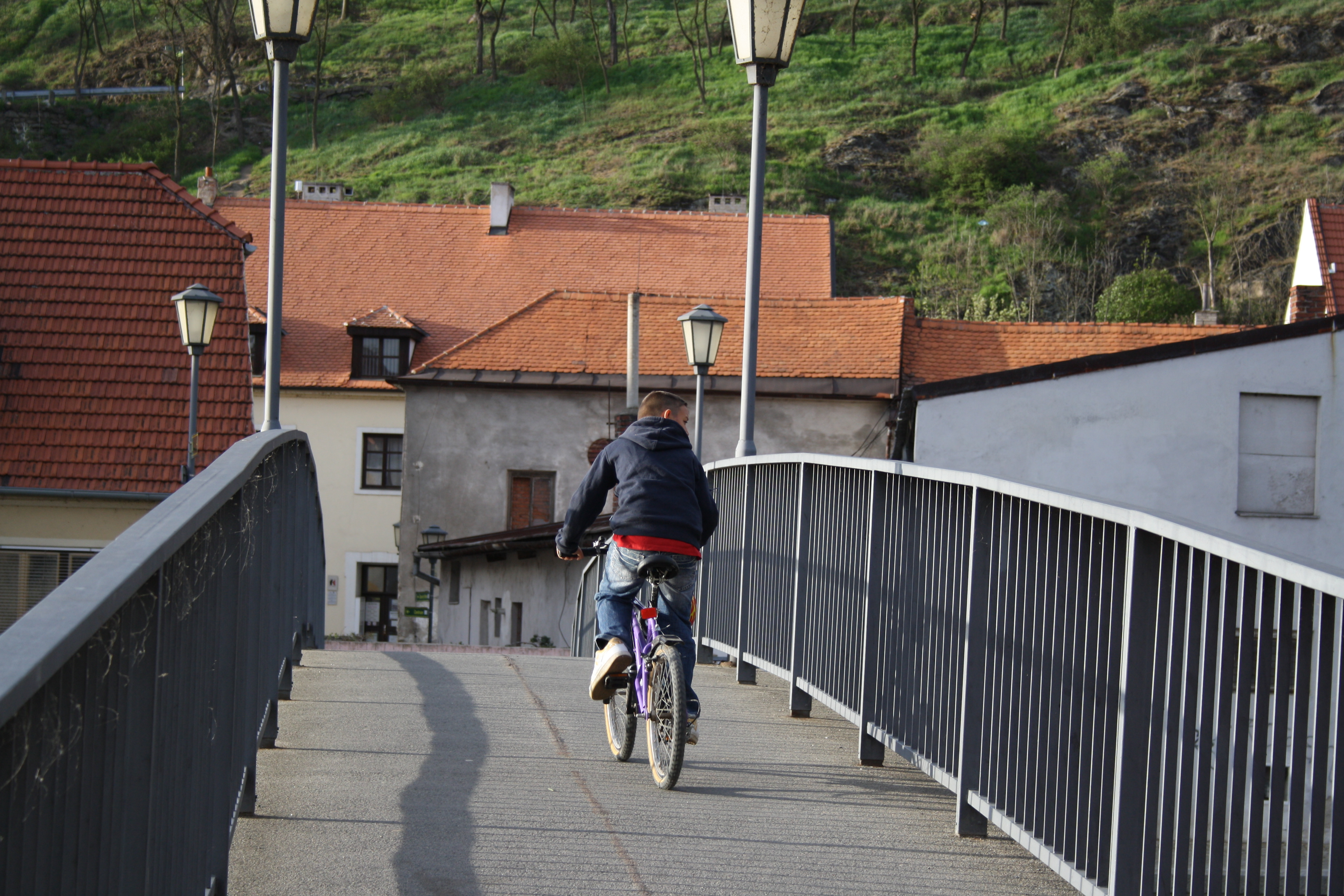
Cyklista na cyklostezce při přejezdu řeky Jihlavy

Cyklistická trasa 401 je cyklistická trasa Klubu českých turistů III. třídy určená pro cyklistiku vedená mezi městy Třebíč a Moravský Krumlov. Prochází okresy Třebíč a Znojmo Délka je 46,2 km. Vzdálenost vzdušnou čarou je 36,1 km.
| Křížení s jinými cyklistickými trasami |                                            |                             |                                   |             |
| km                                     | bod                                        | navazující, křižující trasy | souřadnice                        | nadm. výška |
| 0                                      | Třebíč, hlavní pošta                       | 5106 162 103                | 49°12′56″ s. š., 15°53′2″ v. d.*  | 400 m *     |
| 2,5                                    | nad Stříteží a Slavicemi                   | 5212                        | 49°11′40″ s. š., 15°52′42″ v. d.* | 495 m *     |
| 8                                      | Klučov (okres Třebíč)                      | 5213                        | 49°9′57″ s. š., 15°56′4″ v. d.*   | 540 m *     |
| 10,9                                   | Lipník (okres Třebíč)                      | 481                         | 49°8′40″ s. š., 15°56′56″ v. d.*  | 485 m *     |
| 31,1                                   | Jaderná elektrárna Dukovany                | 481                         | 49°4′37″ s. š., 16°7′58″ v. d.*   | 365 m *     |
| 35,8                                   | Dukovany                                   | 5107                        | 49°4′41″ s. š., 16°11′20″ v. d.*  | 350 m *     |
| 39,4                                   | Dolní Dubňany                              | 5006                        | 49°3′29″ s. š., 16°13′19″ v. d.*  | 318 m *     |
| 45,6                                   | Moravský Krumlov, západ - u hřiště         | 5170                        | 49°2′53″ s. š., 16°18′5″ v. d.*   | 290 m *     |
| 46,2                                   | Moravský Krumlov, v údolí - silnice II/413 | 5009 404                    | 49°2′42″ s. š., 16°18′19″ v. d.*  | 250 m *     |

* přibližný údaj

## Obce na trase

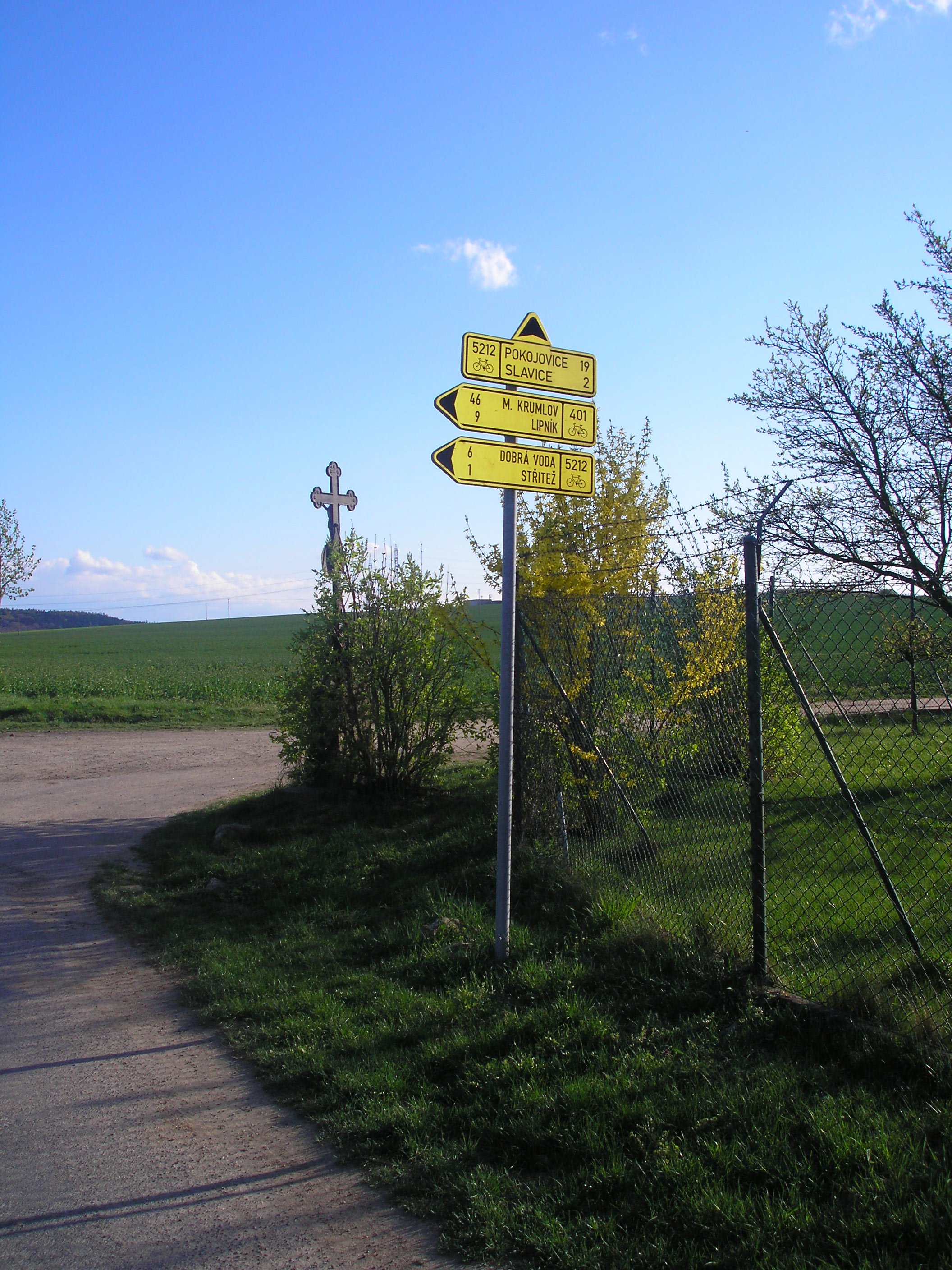
Cyklotrasa jižně od Třebíče, křížení s

- Třebíč
- Střítež (okres Třebíč)
- Klučov (okres Třebíč)
- Lipník (okres Třebíč)
- Zárubice
- Hrotovice
- Mstěnice
- Rouchovany
- Skryje nad Jihlavou
- Dukovany
- Horní Dubňany
- Dolní Dubňany
- Dobřínsko
- Moravský Krumlov